# Air Moorea

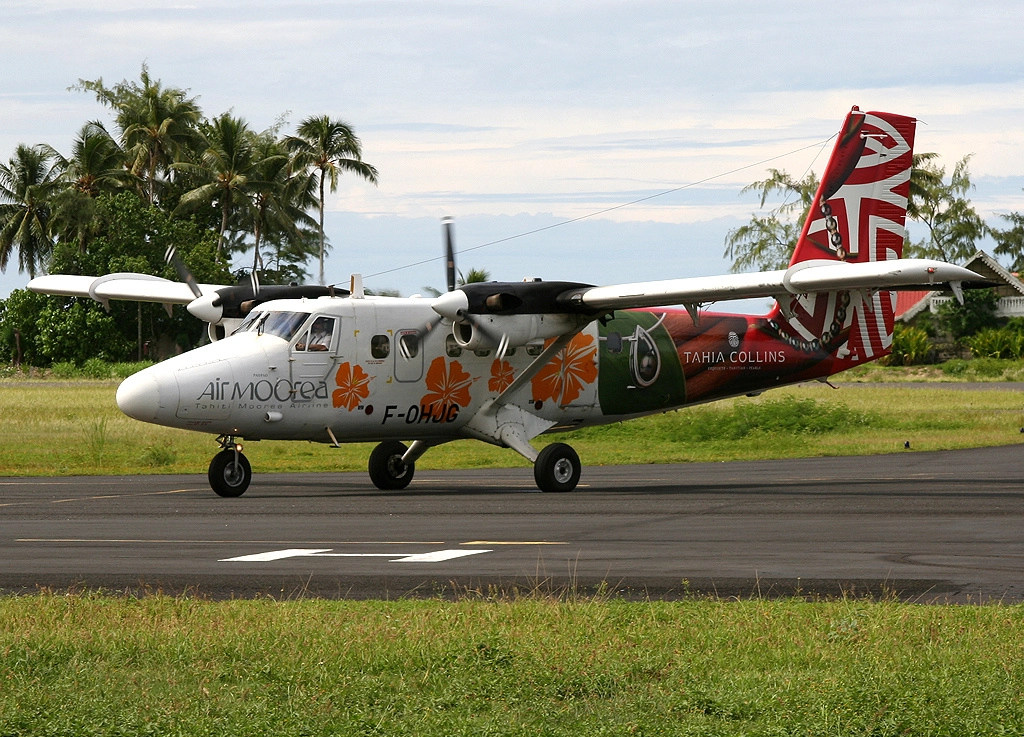
DHC-6 (F-OHJG) в аэропорту Мореа

Air Moorea — пассажирская авиакомпания занимавшаяся перевозками на островах Французской Полинезии. Базовый аэропорт авиакомпании — Международный аэропорт Фааа.

## История
В 1967 Georges Ravel основал авиакомпанию Air Moorea. Первоначально флот состоял из двух Piper Cherokee VI, которые начали полёты в апреле 1968, когда был открыт аэродром Мореа
В 1980-х флот авиакомпании пополнился самолётами Britten-Norman. Затем авиакомпания приобрела более крупный Dornier 228.
Однако, авиакомпания была выкуплена Air Tahiti, стремящейся сократить конкуренцию. В результате она продолжала обслуживать свой основной маршрут Таити — Мореа.
В ноябре 2010 года авиакомпания прекратила свою деятельность. К 2011 году произошло объединение Air Archipels и Air Moorea.

## Флот
Флот авиакомпании на момент прекращения деятельности состоял из 2 самолётов De Havilland Canada DHC-6 Twin Otter.

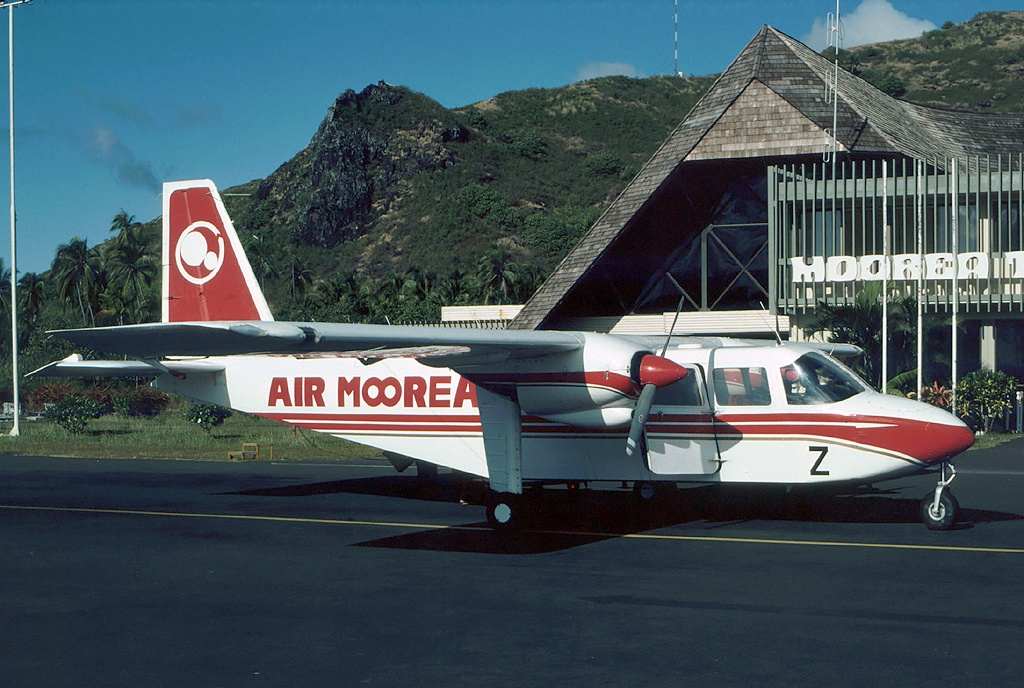
Самолёт Britten-Norman BN-2A-8 Islander в 1988 году
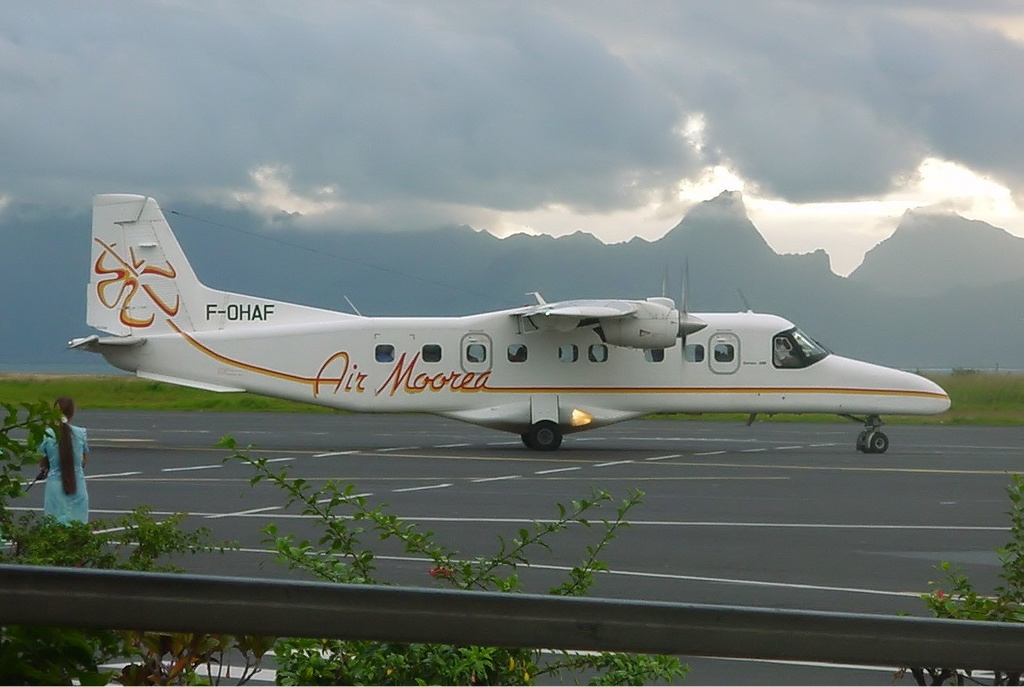
Самолёт Dornier 228 в 2000 году
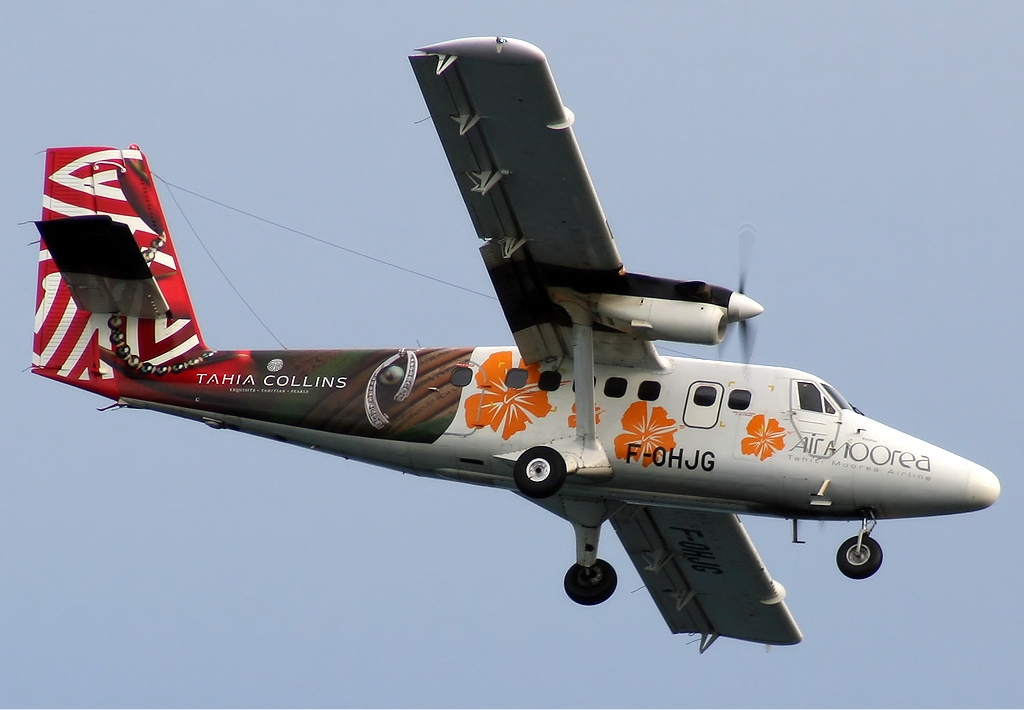
Самолёт DHC-6 в 2007 году

## Происшествия
- 9 августа 2007 года самолёт DHC-6 выполнявший рейс QE-1121 по маршруту Муреа—Папеэте через несколько секунд после взлёта потерял управление и врезался в воду. Погибли все находившиеся на его борту 20 человек — 19 пассажиров и 1 член экипажа.[7]. Спустя 13 лет после крушения суд признал руководство компании виновными в непредумышленном убийстве.[8].